# Watertown (Floride)
Watertown est une census-designated place du comté de Columbia, dans l'État de Floride, aux États-Unis,. En 2020, elle compte une population de 3 018 habitants.